# イスノキ
イスノキ（柞の木、Distylium racemosum）は、暖地に自生するマンサク科の常緑高木。別名、ユスノキ、ユシノキ、ヒョンノキ。中国名は蚊母樹、韓国名はジョロクナム(조록나무)。葉はしばしば虫こぶ（虫えい）がつき、大きくなると穴が開くのが特徴。

## 分布
日本では静岡県以西、四国、九州、琉球列島に分布する。暖地の山地に自生する。沖縄では石灰岩上の森林で優占するのを見ることがある。国外では済州島、台湾、中国南部に分布する。

## 特徴
常緑広葉樹の高木で、高さ約20 - 25メートル (m) になる。樹皮は灰白色。大木になると赤っぽくなる。
葉は互生し、長さ5 - 8センチメートルの長楕円形で、葉身は革質、深緑で表面に強いつやがある。葉面にしばしば虫こぶ（虫えい）がつく。イスノキコムネアブラムシの寄生では葉の面に多数の小型の突起状の虫こぶを、イスオオムネアブラムシ Nipponaphis distychii の寄生によっては丸く大きく膨らんだ虫こぶ（ひょんの実）が形成される。どちらも非常に頻繁に出現するのでこれを目当てにイスノキが特定できるほどである。虫こぶは大きくなると穴が開き、ここを吹くと笛のような音が出ることから「ヒョンノキ」の別名がある。また、この「ヒョン」を「妙な、異様な」の意の「ひょんな」の語源とする説もある。安原貞室の『片言』（1650年）に、「ひよんなことといふを、（中略）是はひよんといふ木の実の、えもしれぬ物なるよりいへること葉歟。」とある。
花期は3 - 4月。葉腋に総状花序を出して小花をつける。花序の基部には雄花、先の方（上部）には両生花がつく。花弁はなく、萼も小さいが、雄しべが5 - 8個つき、葯が紅色に色づく。葯は乾燥すると裂開し、花粉は風によって飛散する。
果期は10月。果実は広卵形で、表面が黄褐色の毛で覆われ、先端に雌蘂が二裂した突起として突き出すのが目につく。果実が熟すと2つに裂開し、黒色の種子が露出する。

## 利用
材は本州や四国に自生する木の中ではウバメガシと並んで非常に堅く重い部類となる。家具、杖の素材にされ、とくにイスノキ材の木刀は、示現流系統の剣術で使用されているのは有名。材や樹皮を燃やした灰（柞灰(いすばい)）は陶磁器の釉の融剤とする。また、樹皮はトリモチの原料ともなる。樹皮を採取した後のイスノキを長く放置すると辺材が失われて心材のみとなるが、この心材をスヌケと呼ぶ。スヌケは濃い茶色で、磨くと光沢をもつ。
樹木そのものは乾燥に強く丈夫なので街路樹として栽培されることもある。
また、虫こぶ（ひょんの実）は成熟すると表面が硬く、内部が空洞になり、出入り口の穴に唇を当てて吹くと笛として使える。これが別名ヒョンノキ（ひょうと鳴る木）の由来とも言われる。また、この虫こぶにはタンニンが含まれ、染料の材料として使われる。

## 近似種
同属の植物はヒマラヤに数種が知られるが、日本ではこの種だけである。しかし葉の形などにはっきりした特徴が少なく、慣れないと分かりにくい面もある。上記のように虫こぶがよい目安になる。

## その他
鹿児島県の「伊集院」という地名は、イスノキが多い地であり、平安朝の租税である稲穂を貯蔵する倉院が置かれたことから、「いすいん」と呼ばれるようになったことに由来する。
静岡県下田市にある八幡神社のイスノキは、イスノキとしては唯一国の天然記念物に指定されている。